# Sept Yeux de chat
 (août 2016).
Si vous disposez d'ouvrages ou d'articles de référence ou si vous connaissez des sites web de qualité traitant du thème abordé ici, merci de compléter l'article en donnant les références utiles à sa vérifiabilité et en les liant à la section « Notes et références ».
Sept Yeux de chat est un roman de l'écrivain sud-coréen Choi Jae-hoon publié en 2011. 

## Résumé
Le roman est subdivisé en plusieurs histoires qui n'ont, à première vue, aucun rapport entre elles. Mais tous les récits du livre possèdent un lien, parfois ténu. Les histoires racontées, traduites ou inventées par les uns, sont vécues par d’autres. Les personnages semblent piégés dans leur histoire, comme s’ils étaient coincés dans un labyrinthe ne possédant aucune sortie. Comme pour engluer le lecteur dans ces dédales, le roman se termine par la même phrase avec laquelle il a commencé : « Allez raconte sinon je vais m'endormir ».

## Organisation du livre
Le sixième rêve
Six invités, qui ne se connaissent que par leurs pseudo d’Internet, se retrouvent dans le chalet du Diable, le webmaster du forum Silver Hammer traitant des tueurs en série auquel ils sont tous inscrits. Mais le Diable est absent. Minkyu, alias Anesthésie lance la discussion en parlant de Jack l’éventreur. Heon-suk rebondit. Outre la narratrice, Yeonu, deux autres femmes font partie de l’assemblée : Sena alias Bain-de-Sang et Fatal Secret. Il y a également Yeong-su dit Hannibal. Le dernier arrivé des invités est Taesik, alias le Roi Taupe. Mais le Diable n’est toujours pas là quand les convives, après avoir bien picolé, vont se coucher. Au cœur de la nuit, Minkyu est réveillé par un bruit. Il se lève et rejoint les autres invités dans la chambre d’Hannibal, étendu mort sur son lit, tué par un objet contondant qui l’a atteint à la nuque. Sena, première arrivée sur les lieux dit avoir rêvé la scène. Pendant ce temps-là, la chute de neige s’est transformée en tempête, et nul ne parvient à capter du réseau pour appeler les secours et les batteries des véhicules sont toutes à plat. En faisant le tour de la maison, il découvrent qu’il n’y a que six chambres, donc il en aurait manqué une si le Diable avait été présent. En outre, ils ne trouvent rien à manger. Ils n’ont à leur disposition que du cognac et du whisky... Le soir venu, comme ils ne peuvent quitter les lieux, ils décident de retrouver leur chambre, mais ils attachent Sena, qu’ils soupçonnent d’être la meurtrière, à son lit. Mais, ils la retrouvent le lendemain matin, étranglée et à moitié déshabillée. Le jeu du Diable semble-t-il a commencé... La troisième nuit, personne ne dormit. Finalement, les quatre survivants, Hyeon-suk, Yeonu, Minkyu et Taesik, prenant conscience de l’impossibilité de rester plusieurs jours sans dormir, décident d’un tour de sommeil : chacun dormira trois heures sous la surveillance des trois autres. Lorsque Yeonu prend son tour, Heon-suk décide de prendre une douche alors que Minkyu reste dans le séjour et Taesik dans sa chambre, ivre-mort. En fait, Hyeon-suk s’est enfermée de manière à pouvoir grignoter quelques biscuits qu’elle a emportés avec elle en cachette. Elle se demande si sa dépression est en train de refaire surface lorsqu’une ombre dans le miroir brandit une lame contre elle. Lorsque les deux autres réveillent Taesik pour lui annoncer le nouveau meurtre, celui-ci, couvert de miettes, retrouve son couteau couvert de sang dans son sac. Affolé, Taesik prend Yeonu par les cheveux, puis ordonne à Minkyu de l’attacher. Ce-dernier, s’exécutant perd connaissance à cause du coup qu’il reçoit sur le crâne. Taesik jacasse en ressassant son rêve, correspondant au meurtre de Hyeon-suk. Lorsque Minkyu se réveille, il est enfermé dans un placard et ligoté. Il se libère et trouve Teasik, gisant dans le séjour, étranglé par une corde à linge, exactement comme dans le rêve qu’à fait Yeonu, également ligotée. Le Diable semble être dans leur tête et les meurtres commis à travers leurs rêves. Minkyu, pour ne pas mourir, tente de garder Yeonu éveillée, afin qu’à travers son rêve, il ne soit pas tué. Et inversement. Ils se racontent des devinettes sur les tueurs en série pour se maintenir mutuellement éveillés. Yeonu est traductrice. Elle a tué un personnage qu’elle jugeait inutile, alors que cela ne figurait pas dans le roman d’origine, Équation d’une vengeance. Yeonu finit par s’endormir. Minkyu tente vainement de la réveiller, allant jusqu’à l’étrangler... Et si tout cela n’était que le rêve du Diable ? Minkyu rêve que six invités par le Diable se retrouvent dans un chalet...
Équation d’une vengeance
1. Un homme est allongé sur un lit, immobile. Il est parfaitement conscient, mais incapable de bouger car celui qui va le tuer lui a administré un paralysant. Tout en lui passant un CD de Schubert, il lui raconte son histoire. Lorsque la musique s’arrêtera, il sera exécuté. On apprend ainsi comment le père du bourreau est mort à cause d’une crise d’épilepsie. Que lui-même est atteint de la maladie. Que sa sœur jumelle a été chargée par leur mère de veiller sur lui. Qu’il a fait des études de médecine. Que leur mère est décédée dans un accident de bus. Que sa sœur a réussi un casting pour être comédienne. Qu’elle doit jouer le rôle d’une jeune femme qui se fait assassiner dans un chalet où six personnes qui ne se connaissent pas ont été invitées. Qu’une nuit, il se réveille et trouve sa sœur dans sa chambre en train de se faire violer mais que, frappé par une crise d’épilepsie, il ne peut lui venir en aide. Comment, quelques jours plus tard sa sœur se suicide. Il décide alors de retrouver le violeur pour lui faire payer son crime. Il l’a retrouvé et il va l’exécuter dans quelques instants.
2. L’histoire d’un homme qui, comme il est quelconque physiquement et intellectuellement parlant, travaille ardemment à l'école pour réussir dans la vie. En effet, il a compris que dans le système éducatif coréen, nul besoin d’être intelligent pour réussir ses études, il suffit de répéter bêtement les masses d’informations qu’on fait ingurgiter aux élèves. Il brille ainsi jusqu’à l’université où il prépare le concours de la magistrature, pour devenir juge. Ces projets lui permettent de rencontrer une ravissante jeune femme après la projection de La règle du jeu, lors d’un festival de film. Mais la veille de son examen, il est agressé par un type au tatouage qui lui demande du feu. Il se fait alors tabasser et sa petite amie tabassée et attouchée. À cause du traumatisme créé, il est incapable de passer l’examen de la Magistrature. Il le rate également l’année suivante, atteint des mêmes problèmes de concentration, et l’année suivante encore. Il se fait alors larguer par sa petite amie qui ne voit plus en lui le conjoint haut placé dans la société. Après son service militaire, il retente le concours sans succès. Il accepte finalement un travail dans un cabinet d’avocats. Il retrouve par hasard son ancien agresseur au tatouage de papillon qui lui demande encore une fois du feu. Après cela, il le suit jusqu’au tribunal où il doit être jugé pour s’être fait passer pour un policier. Mais la peine lui semble trop légère. Il échafaude un plan pour que celui-ci se fasse tabasser à mort par un malfrat du bâtiment. Une fois son plan décrit, il nous laisse en gare de Séoul pour le mettre à exécution...
3. Un homme et une femme qui se sont rencontrés la veille au soir se réveillent entièrement nus dans un lit. Ils se racontent comment ils se sont trouvés, malgré les flous dus à l’alcool. Puis ils disent de quoi ils vivent. Lui est tueur à gage. Il élimine ses victimes, qu'il paralyse d'abord, en leur injectant un produit dans l’œil, ce qui provoque chez eux une crise cardiaque. Elle, se fait entretenir en échange d’un peu de sexe. Mais comment démêler le vrai du faux dans tout ce qu’ils racontent ? Quand elle ressort de la douche, il a disparu.
4. Une femme parle du papillon qu’elle a revu sur la peau d’un homme. Cet homme qui leur avait demandé du feu avant de les agresser, elle et son petit-ami en passe de devenir juge, quelques années auparavant, avant qu’elle ne le quitte parce qu’elle n’avait pas envie de faire sa vie avec lui. Après l’avoir quitté elle est allée vivre à New York, mais est finalement revenue en Corée avec l’homme qu’elle a rencontré au sommet de la statue de la liberté. Une nuit d’insomnie, elle découvre une vidéo porno sur l’ordinateur de son mari, où ce-dernier est en scène avec une jeune femme déguisée en chat. Ceci lui donne l’occasion d’obtenir une respectable pension alimentaire après le divorce. Au cours de pérégrinations dans ses pensées, ne trouvant pas si c’est dans Madame Bovary ou dans L'Amant de lady Chatterley qu’elle à lu la phrase C’est une époque essentiellement tragique que la nôtre; aussi, refusons-nous de la prendre au tragique, elle effectue des aller et retour dans le passé. Enfin, dans le présent, elle tombe une sur petite libraire Le trèfle à trois feuilles, l’occasion de savoir...
5. Un homme se réveille, incapable de bouger. Il tente de se souvenir de ce qui s’est passé la veille. Il est gérant avec son cousin d’un cybercafé. C’est l’homme le plus malchanceux qui soit. Il croit comprendre pourquoi le jour où sa tante paternelle lui apprend qu’à sa naissance, ses parents lui ont fait porté l’identité de son petit frère décédé, par flemme d’aller déclarer sa naissance en mairie. Quelques jours plus tard, dans le cybercafé, un jeune qui était resté assis vingt heures d’affilée à jouer à la console, était mort d’un caillot sanguin formé à cause de son immobilité. Ceci signait la fin de leur affaire à lui et à son cousin. Il commença à dépenser son temps et le peu d’argent qu’il lui restait de ses emprunts aux usuriers au Palais sous la mer, où il rencontra Dalsu, un type originaire du même village que lui, et qui l’initia au cambriolage de maisons vides. Mais lors de son premier cambriolage, il y a deux jeunes gens nus dans un lit, deux jeunes gens qui se ressemblent étonnamment, comme s'ils étaient jumeaux. Alors qu’il tente de dénicher quelque chose à voler dans l’appartement, le garçon lui met une couverture sur la tête. Il se bat avec lui et cela provoque des convulsions chez le garçon épileptique. Il prend alors la fuite. Craignant la prison, voire la mort, il erra pendant trois ans ne vivant que de petits jobs journaliers. Le jour de son anniversaire, complètement ivre, il reprend un peu ses esprits sur la terrasse d’un immeuble. Allant se jeter dans le vide pour se suicider, il lance d’abord sa bouteille de Jack Daniel's, mais elle fait un bruit mat au lieu de s’éclater sur le sol. En bas, un homme gît telle une grenouille aplatie. Il semble avoir commis son deuxième meurtre. Fouillant l’homme au tatouage de papillon sortant de son cocon, il trouve sa carte d’identité. Sa victime est née le même jour que lui, à sa vraie date de naissance. Dès lors la chance semble avoir tourné. Il se refait une identité, une vie, et gagne même au loto. s’engageant chez un traiteur, il fit fleurir l’affaire, ce qui le propulsa à la place de directeur général. Il rencontra chez le traiteur une femme qui lui plaisait, et inversement. Un bel avenir lui semble enfin tracé. Seulement, voilà, il est maintenant allongé sur son lit et incapable de faire le moindre mouvement. Le type à ses côtés lui demande s’il aime Schubert et va l'exécuter...

π
M réapparaît en pleine lumière. Le plus grand magicien du monde l’a fait disparaître de scène. Son voisin de salle a lui-même vérifié qu’il n’était plus dans la boîte... Dans un bar un peu plus tard, il remarque une jeune femme d’une beauté divine. Il la nomme Artémis. Elle rembarre un dragueur venu l’accoster, mais au moment où M doit payer l’addition, alors qu’il a oublié son argent chez lui, celle-ci s’avance pour lui payer la note. Ils vont ensuite chez lui, dans son capharnaüm qu’elle prétend beaucoup aimer. De fait, elle ne quitte plus les lieux. Pendant qu’il traduit des livres du japonais en coréen, elle dévore toute sa bibliothèque. L’histoire s’enchevêtre progressivement avec celle narrée par la jeune femme le soir. Cette histoire est celle d’Haru, trouvant dans ses affaires la clé d’un hôtel, l’hôtel Saetkang, dans la campagne. Il ne sait pas de quoi il s’agit et décide de s’y rendre. En chemin, il rencontre une étrange jeune fille au T-shirt de Mickey Mouse. Il la retrouve un peu plus tard alors qu’il prend des photos dans la campagne. Elle l’entraîne alors vers d'anciennes mines, où après s'être mise toute nue, elle disparaît dans les galeries...  Chaque nuit, Artémis raconte l’histoire d’Haru, lui donnant l’impression qu’elle chuchote directement à son cœur, utilisant un bras de M comme oreiller. Et chaque jour, il poursuit sa traduction de Sixième rêve, qu’elle dévore dès qu’une nouvelle feuille est imprimée. Haru tente de quitter la localité où se trouve l’hôtel, mais se réveille dans un hôpital, où il retrouve tous les personnages de son histoire, mais avec des fonctions différentes. Son médecin lui indique qu’il est atteint de schizophrénie, le magicien, qui est bel est bien magicien, est un autre patient, etc. M termine sa traduction. L’hôpital serait-il le fruit de l’imagination d’Haru ? M est-il Haru et rêve-t-il actuellement ?
Sept yeux de chat
Deux histoires s’enchevêtrent. Celle d’un homme découvrant un livre dans une bibliothèque, Sept yeux de chats, de la série Q mystery club, mais sans auteur, et dont il n’existe aucune trace des éditions π dont il est issu. Et celle d’une femme, Yu Mimi, interrogée à propos de l’homicide d’un homme par un inspecteur de police. Elle a renversé cet homme sur la route, mais il n’était pas blessé. Refusant d’être conduit à l’hôpital, elle l’amena chez lui. Mais c’était un guet-apens, l’homme, la suivait depuis onze ans et voulait la tuer alors qu’elle jouait pour la dernière fois le rôle de Salomé dans la pièce éponyme d’Oscar Wilde. Mais les choses ne tournent pas comme l’homme l’avait programmé. Mimi parvient à lui échapper une première fois. Il la rattrape et la viole, puis elle parvient à le tuer. L'histoire de Mimi, l’homme de la bibliothèque l’a lue en partie dans Sept yeux de chats, et il doit s’imaginer la suite car, il lui est impossible de le retrouver lorsqu’il revient.